# ドウカーの表示法

ドウカーの表示法のために番号が振られた結び目の射影図

ドウカーの表示法（ドウカーのひょうじほう、Dowker notation）とは、位相幾何学の一分野である結び目理論において、結び目を表示する方法のひとつ。名前は数学者のクリフォード・ヒュー・ドウカーに由来する。元となる、結び目の射影図を偶数の数列で表すアイデアはカール・フリードリヒ・ガウスが考案したもので、その後改良が加えられた。
結び目の表示法には、ほかにコンウェイの表示法や組み紐の群による表示法などがある。

## 具体的な表示法
ドウカーの表示法では、n個の交点を持つ結び目の射影図をn個の偶数の数列によって表現する。
具体的には、以下のようにしてn個の交点を持つ結び目の射影図に対して数列を対応させる。まず、与えられた結び目に対して向きをつけ、結び目の射影図上の交点でないところに始点となる点をひとつとる。その点からさきほどつけた向きに沿って射影図上の結び目の成分を辿っていくが、このとき最初に通る交点に1という番号をふる。そのまま向きに沿って成分を辿っていき、交点を通るたび 2, 3, 4, … と順に番号を振り、結び目を一周して始点に戻ってくるまでそれを続ける。ただし偶数の番号をつけるときは、辿っている成分が交点の上側の成分を通っているときのみ番号に − の符号をつけるようにする。
結び目を一周する間に、1つの交点について、上側の成分と下側の成分と1回ずつ計2回通る。したがって1つの交点には2つの番号がつき、射影図には2n個の番号がついていることになる（右図を参照）。このとき必ず、各交点には奇数と偶数がひとつずつ振られていることに注目し、奇数である 1, 3, 5, …, 2n - 1 の番号が振られている交点に振られたもう片方の偶数の番号を順に並べた数列をつくる。右図の場合の数列は
{6, −12, 2, 8, −4, −10}
となる。このようにして、結び目の射影図に偶数の数列を対応させることができる（ただし同じ結び目でも始点の取り方によっては別の数列で表示されることがある）。
以上の操作を逆に辿ることにより、偶数の数列から結び目の射影図を復元することもできる。このとき同一の数列から異なる結び目の射影図が復元されることがあるが、異なる3つ以上の結び目が復元されることはなく、また異なる2つの結び目が復元できたとしてもそれらは鏡像の関係になっている。そのため両手型結び目であれば、同一の数列から常に同じ結び目が得られる。
この方法を応用すると、絡み目に対しても区切りを入れた偶数の数列を対応させることができる。